# Bufo bankorensis
Bufo bankorensis е вид земноводно от семейство Крастави жаби (Bufonidae).

## Разпространение
Видът е разпространен в Провинции в КНР и Тайван.